# 射紋系統

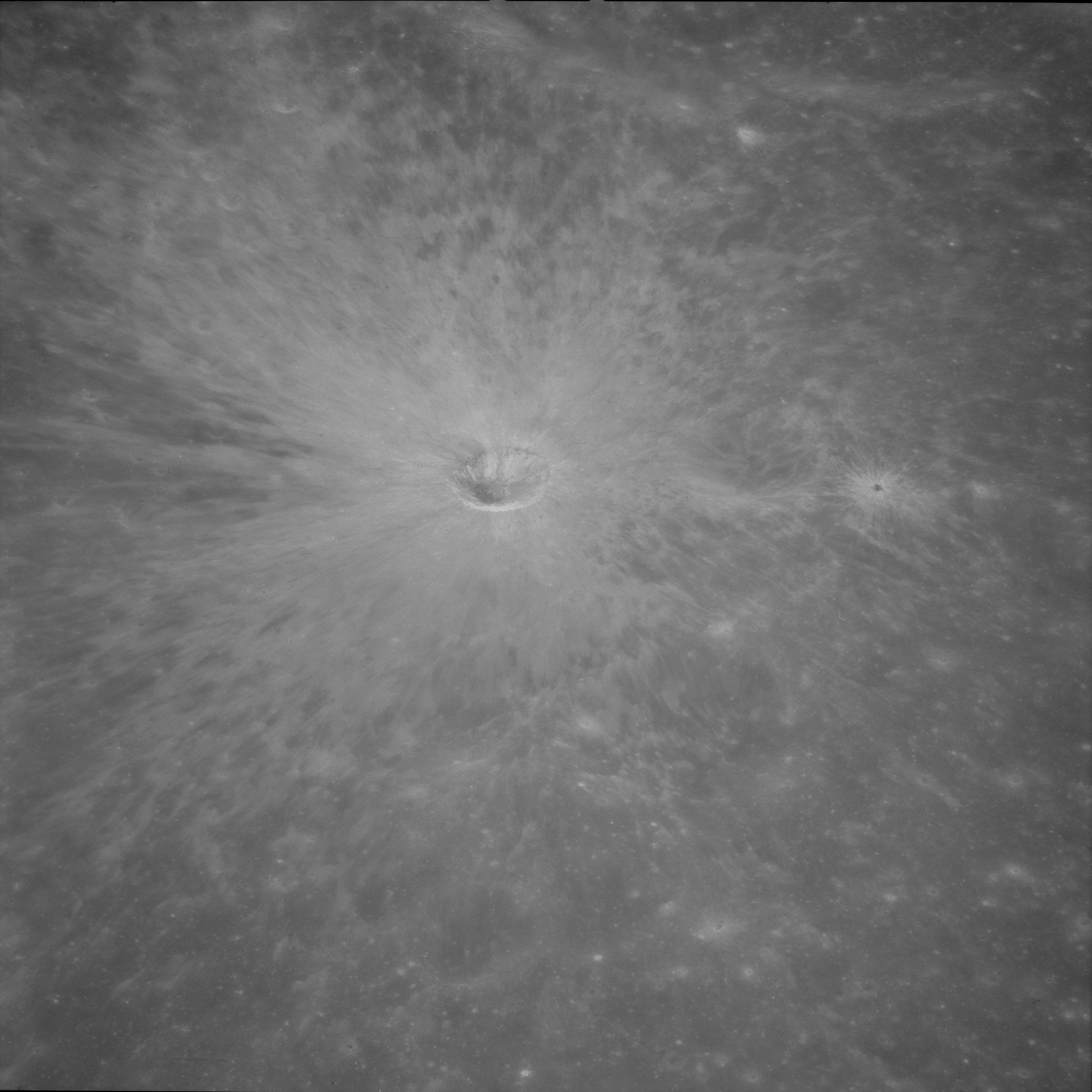
月球背面撞擊坑的射紋系統。 (阿波羅11號的影像)。

射紋系統包括從撞擊坑噴發過程中拋出的纖細纵向條紋，這許多的條紋看起來有點像來自輪子樞紐的輻條。這些輻射狀物經常有較大噴發物造成的二次與後續撞擊伴隨著，向外延伸原始的撞擊坑直徑的數倍。在月球、水星、金星和太陽系內其它的行星的一些天然衛星上，都確認了一些射紋系統。原先我們認為射紋系統只存在沒有大氣層的行星或衛星上，但最近在來自火星軌道上的奧德賽號的熱影像成像的火星紅外線影像上也發現了射紋系統。
當噴發物的材料沉積在表面時會有著不同的反射 (這是指反照率) 或熱性質，射紋可以在可見光以及某些紅外線波長的情況下被看見。通常，可見的射紋有著比周圍其它物質更高的反照率。比較罕見的是撞極挖掘出的物質反照率比較低，例如沉積在月海的玄武岩的熔岩。熱射紋，如同在火星上看見的，在斜坡和陰影不影響到火星表面的紅外線輻射能量時特別容易看見。
因為隨著時間的推移，這些射紋會被因為各種作用而逐漸被消除，因此射紋跨越表面地層層次的特徵可以做為隕石坑相對年齡的指標。在沒有大氣層的天體，像是月球，曝露在宇宙線和隕石下的太空風化，導致噴發物質和下層基礎材料之間的反照率差異穩定的減少。特別是造成風化層中玻璃熔解的微隕石，反照率更低。射紋也可能被熔岩、其它的撞擊、或噴發物覆蓋。

## 月球的射紋

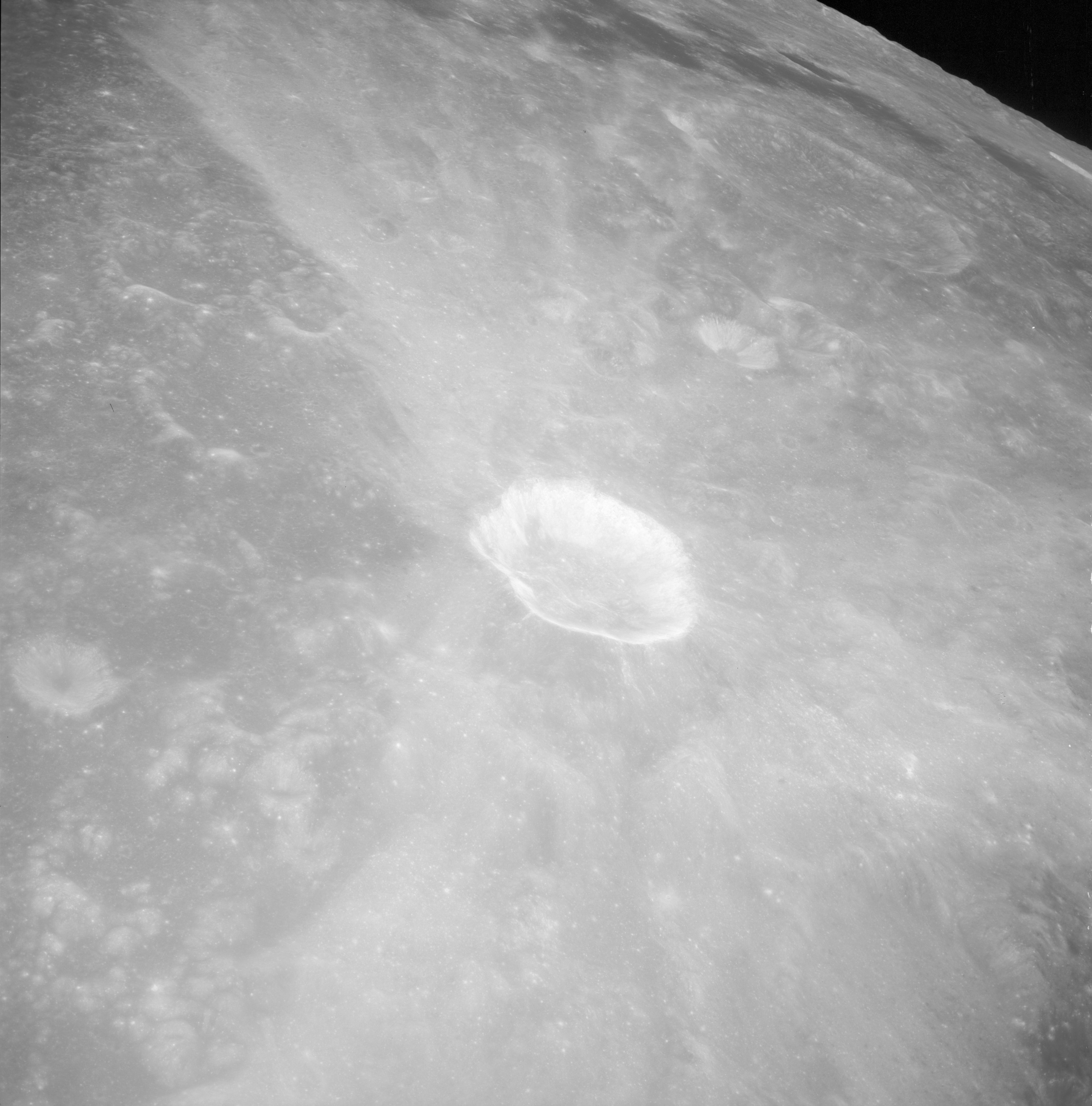
月球的普羅克洛斯有著不對稱的射紋系統。 (阿波羅15號的影像。)

自有歷史以來，月球射紋的物理本質一直都是推測的主題。早期的假設認為這是水分蒸發留存下來的鹽，後來又認為是火山灰或塵埃推積的條紋。在坑洞起源於撞擊被接受之後，尤金·舒梅克在1960年代建議射紋是噴發物殘留物質的結果。
目前的研究指出，月球射紋系統的相對亮度並不是射紋系統年代的可靠指標，因為反照率還取決於氧化鐵的部分。氧化鐵低的部分導致反照率高，所以這種射紋系統可以在很長的時間中仍然維持著明亮的狀態。因此需要考慮到材料的成分對反照率的影響，才可以確定年齡。
在月球正面有著明顯射紋系統的隕石坑有阿里斯塔克斯、哥白尼、克卜勒、普羅克洛斯和第谷坑。在月球背面也有類似的射紋系統，像是來自布魯諾 和 歐姆的射紋系統。